# 다니엘 플라사
다니엘 플라사 몬테로(스페인어: Daniel Plaza Montero, 1966년 7월 3일 ~ )는 스페인의 전직 육상 선수로 1988년부터 1996년까지 3개의 하계 올림픽에서 20km 경보 종목에 참가하였다.
그는 올림픽 금메달을 획득한 최초의 스페인 육상 선수가 되었으며, 1992년 바르셀로나 올림픽에서 1시간 21분 45초의 기록을 세워 우승을 거두었다.

## 대회 성적
| Event            | 1988 | 1989 | 1990 | 1991 | 1992 | 1993 | 1994 | 1995 | 1996 |
| ---------------- | ---- | ---- | ---- | ---- | ---- | ---- | ---- | ---- | ---- |
| 하계 올림픽      | 12위 |      |      |      | 1위  |      |      |      | 11위 |
| 세계 선수권 대회 |      |      |      |      |      | 3위  |      |      |      |